# BMW Italdesign Nazca
La Italdesign Nazca M12 è una concept car del 1991 realizzata dalla Italdesign, poi evoluta nella BMW Nazca C2 o Italdesign Nazca C2 .

## Il contesto
Presentata in versione di carrozzeria coupé al Salone di Ginevra del 1991, richiamava nel design frontale i classici stilemi della BMW e presentava una particolare soluzione per l'accesso all'abitacolo: le portiere si aprivano in modo tradizionale, mentre i vetri si aprivano separatamente ad ala di gabbiano. Dotata di telaio e carrozzeria in fibra di carbonio, una soluzione tecnica in quegli anni riservata solo alle automobili da competizione, la macchina fu equipaggiata con il motore V12 M70B50, lo stesso che equipaggiava la Serie 8, un'unità da 4988 cm³ a due valvole per cilindro, che sviluppava 300 CV e all'epoca era conosciuto come il più leggero ed equilibrato V12 di grande serie. Tale propulsore era accoppiato su questa vettura ad una trasmissione ZF a cinque rapporti. Il peso totale della Nazca M12 era di 1100 kg, mentre il Cx era di solo 0,26.
Successivamente la vettura fu modificata e presentata al Salone di Tokyo del 1992 col nome di 
Nazca C2. Essa fu alleggerita di 100 kg, il motore da 5 litri fu affidato alle cure degli specialisti tedeschi dell'Alpina che ne portarono la potenza da 300 a 350 CV, la carreggiata venne allargata (necessitando la bombatura dei parafanghi) e gli spoiler furono accentuati. Gli interni rimasero gli stessi, eccettuando l'uso di sedili da corsa in carbonio, mentre il muso venne ridisegnato, con i fari spostati dalla posizione originale sul cofano alla nuova collocazione a lato delle griglie del radiatore anteriore.

## Versioni Speciali

### Nazca C2 Spider
Nel 1993, durante il Gran Premio di Monaco, Italdesign mostrò un nuovo modello in configurazione spider, chiamato C2 Spider, ottenuto rimuovendo i vetri laterali e il lunotto e montando un nuovo motore BMW V12 da 5660 cc e 380 CV di potenza (quello della BMW 850 CSi), accoppiato ad un cambio a 6 rapporti.